# Hydroides novaepommeraniae
Hydroides novaepommeraniae är en ringmaskart som beskrevs av Augener 1925. Hydroides novaepommeraniae ingår i släktet Hydroides och familjen Serpulidae. Inga underarter finns listade i Catalogue of Life.